# Claudia Bieling
Claudia Bieling (* 1973) ist eine deutsche Forst- und Landschaftswissenschaftlerin. Sie ist Professorin für Gesellschaftliche Transformation und Landwirtschaft an der Universität Hohenheim.

## Leben
Claudia Bieling studierte vom Oktober 1995 bis März 1999 in Göttingen Forstwissenschaft auf Diplom im Schwerpunkt Naturschutz. An der Albert-Ludwigs-Universität Freiburg promovierte sie im Bereich Forst- und Umweltpolitik. Dort habilitierte sie sich auch 2014 im Fach „Landscape Management“, das Thema der Habilitationsschrift war „Exploring the human-nature nexus: nonmaterial landscape values in a transition towards sustainability“.

## Forschung
Sie befasst sich aus einer transdisziplinären Perspektive mit den Zusammenhängen zwischen ökologischen und sozialen Faktoren der Landnutzungs- und Ernährungssystemen. Ihren Fokus legt sie dabei auf Kulturlandschaften und Möglichkeiten der sozial-ökologischen Resilienz.
Sie ist Mitglied des Herausgeber-Teams der Conservation Letters (SCB) und der GAIA – Ecological Perspectives for Science and Society (oekom-Verlag). Neben ihrer Professur in Hohenheim ist sie seit Juli 2018 Gastprofessorin an der Fakultät Nachhaltigkeit der Leuphana Universität Lüneburg.

## Publikationen
- Resilience and the Cultural Landscape 2014
- The Science and Practice of Landscape Stewardship 2017